# Кэрриер, Дарел
Джеймс Дарел Кэрриер (англ. James Darel Carrier; родился 26 октября 1940, округ Уоррен, штат Кентукки, США) — американский профессиональный баскетболист, один из лучших игроков Американской баскетбольной ассоциации (АБА), отыгравший шесть из девяти сезонов её существования. В 1967 году в составе национальной сборной США он стал чемпионом Панамериканских игр в Виннипеге. В 1997 году был включён в число тридцати лучших игроков, вошедших в символическую сборную всех времён АБА.

## Ранние годы
Дарел Кэрриер родился 26 октября 1940 года в округе Уоррен (штат Кентукки), учился в средней школе Бристоу из одноимённого города, в которой играл за местную баскетбольную команду.

## Студенческая карьера
В 1960 году Кэрриер поступил в Университет Западного Кентукки, где в течение трёх лет выступал за баскетбольную команду «Вестерн Кентукки Хиллтопперс», в которой он провёл успешную карьеру под руководством знаменитого тренера, члена Зала славы баскетбола, Эдгара Диддла, набрав в конечном итоге в 69 играх 1318 очков (19,1 в среднем за игру). При нём «Хиллтопперс» один раз выигрывали регулярный чемпионат (1962), и один раз — турнир конференции OVC (1962), а также один раз выходили в плей-офф студенческого чемпионата США (1962).
В сезоне 1961/1962 годов «Вестерн Кентукки Хиллтопперс» дошли до 1/8 финала турнира NCAA (англ. Sweet Sixteen), где по всем статьям проиграли команде Джона Хавличека и Джерри Лукаса «Огайо Стэйт Бакайс» со счётом 73-93, сам Кэрриер в данном матче набрал всего восемь очков. За три года в университете (в то время первокурсники не имели права участвовать в спортивных турнирах) Дарел три раза подряд включался в 1-ю сборную всех звёзд конференции OVC (1962—1964). 15 февраля 2014 года свитер с номером 35, под которым Кэрриер выступал за «Вестерн Кентукки Хиллтопперс», был исключён из обращения и вывешен под сводами «Диддл-арены», баскетбольной площадки, на которой «Хиллтопперс» до сих пор проводят свои домашние матчи.

## Карьера в сборной
В 1967 году Кэрриер в составе национальной сборной США занял четвёртое место на чемпионате мира в Монтевидео. Звёзднополосатые на втором групповом этапе со счётом 59-58 переиграли сборную СССР, но проиграли бразильцам (71-80) и югославам (72-73), а учитывая то, что команда СССР проиграла только одну игру, а их главные соперники по две, то первая стала чемпионом, а американцы пропустили вперёд своих оппонентов по результатам личных встреч. Через два месяца Дарел в составе сборной США выиграл чемпионское звание на Панамериканских играх в Виннипеге. Здесь уже американцы без труда разгромили всех своих соперников и по праву заняли первое место на турнире.

## Профессиональная карьера
Несмотря на то, что Дарел Кэрриер был одним из лучших игроков конференции Ohio Valley, которая была поставщиком заметного числа баскетбольных талантов того времени, он был обделён вниманием со стороны клубов Национальной баскетбольной ассоциации и на драфте НБА 1964 года был выбран всего лишь в девятом раунде под общим 74-м номером командой «Сент-Луис Хокс», посему он заключил соглашение с любительским клубом «Филлипс-66», выступавшим в NIBL, в котором отыграл три турнира, а затем с командой соперничающей с НБА Американской баскетбольной ассоциации «Кентукки Колонелс». Помимо Дарела Кэрриера менеджмент «Колонелс» заключил сделку ещё с одним опытным защитником Луи Дампьером, тем самым сформировав лучший взрывной защитный дуэт ассоциации, цементировавший оборонительные порядки «Кентукки» в течение пяти сезонов, каждый из которых в первых трёх турнирах ассоциации набирал не менее, чем по 20 очков в среднем за игру. Помимо этого Кэрриер два года подряд становился лидером по проценту реализации бросков из-за дуги (37,9 и 37,5), а Луи — по количеству точных трёхочковых бросков и попыток с дальней дистанции (199 из 552 и 198 из 548).
Помимо этого в первых трёх сезонах Кэрриер участвовал в матчах всех звёзд АБА (1968, 1969 и 1970). В сезоне 1970/1971 годов Кэрриер в составе «Кентукки» играл в финальной серии турнира. «Колонелс» в первом раунде обыграли клуб «Зе Флоридианс» со счётом 4-2, а затем в полуфинале с таким же счётом — команду «Вирджиния Сквайрз», но в финале в решающем матче серии до четырёх побед проиграли клубу «Юта Старз» со счётом 3-4, а сам Дарел по его итогам стал вторым по результативности игроком своей команды, набрав в семи матчах 161 очко (по 23,0 в среднем за игру). В сезоне 1972/1973 годов выступал в составе команды «Мемфис Тэмс», после окончания которого завершил свою профессиональную карьеру в возрасте 32 лет, став лучшим игроком ассоциации по проценту реализации трёхочковых бросков (37,73). В 1997 году, по случаю 30-й годовщины со дня основания АБА, Дарел Кэрриер был включён в символическую сборную лучших игроков ассоциации.

## Личная жизнь
В настоящее время Дарел и его жена Донна, которая работала школьной учительницей, проживают на собственной ферме к западу от Окленда (штат Кентукки), где вырастили двоих сыновей, Джонатана и Джоша. Последний, также как и его отец, играл в баскетбол на позиции защитника на студенческом уровне под руководством Табби Смита в команде «Кентукки Уайлдкэтс».